# Астрильд червонокрилий
Астри́льд червонокрилий (Estrilda rhodopyga) — вид горобцеподібних птахів родини астрильдових (Estrildidae). Мешкає в Східній Африці.

## Опис
Довжина птаха становить 10-10,5 см, вага 6,6-9,5 г. Верхня частина тіла світло-коричнева, поцяткована тонкими темними смужками, голова сірувато-коричнева, крила і хвіст чорнувато-сірі. Горло і щоки сірувато-білі, нижня частина тіла охриста. Надхвістя, боки і краї покривних пер крил темно-червоні. На обличчі вузька червона "маска". Очі чорнувато-карі, лапи чорнувато-тілесного кольору, дзьоб біля основи чорний, на кінці червонуватий.

## Підвиди
Виділяють два підвиди:
- E. r. rhodopyga Sundevall, 1850 — від північного Судану до Ефіопії, Еритреї і північного Сомалі;
- E. r. centralis Kothe, 1911 — від Південного Судану до Танзанії і Малаві.

## Поширення і екологія
Червонокрилі астрильди мешкають в Судані, Південному Судані, Ефіопії, Еритреї, Сомалі, Джибуті, Кенії, Танзанії, Демократичній Республіці Конго, Уганді, Руанді, Бурунді і Малаві, спостерігалися в Замбії, Мозамбіку і Єгипті. Вони живуть в сухих саванах, чагарникових заростях та на високогірних луках. Зустрічаються зграйками до 25 птахів, на висоті до 1500 м над рівнем моря. Іноді приєднуються до змішаних зграй птахів. Живляться переважно насінням трав, яке збирають прямо з колосся, іноді також комахами
Початок сезону розмноження різниться в залежності від регіону і зазвичай припадає на другу половину сезону дощів. Гніздо кулеподібне, робиться з переплетеної трави і рослинних волокон, розміщується в чагарниках, іноді в траві або на землі. В кладці від 4-5 білих яєць, інкубаційний період триває приблизно 2 тижні. Насиджують і самиці, і самці. Пташенята покидають гніздо через 3 тижні після вилуплення, однак стають повністю самостійними вони ще через 3 тижні. Червонокрилі астрильди іноді стають жертвами гніздового паразитизму білочеревих вдовичок.